# Sunclass Airlines
Sunclass Airlines (до 23 вересня 2019 Thomas Cook Airlines Scandinavia) — чартерна авіакомпанія, що входить у групу компаній Thomas Cook Group і виконує під брендом туроператора Thomas Cook туристичні авіаперевезення з країн Скандинавії: Данії, Швеції і Норвегії.
Штаб-квартира авіакомпанії розташована Копенгагені.

## Історія
Історія компанії бере початок від двох авіакомпаній: Conair of Scandinavia, що належала данській групі Spies, та Scanair, яка входила до складу шведської Scandinavian Leisure Group (SLG). Об’єднання цих двох чартерних перевізників відбулося 1 січня 1994 року з утворенням компанії Premiair A/S.
У 1994 році компанія SLG була придбана британською туристичною корпорацією Airtours. Відтак 1 травня 2002 року авіакомпанія була перейменована на MyTravel Airways A/S (також відома як MyTravel Airways Scandinavia).
У травні 2008 року, після злиття компаній MyTravel Group і Thomas Cook Group, авіакомпанія отримала нову назву — Thomas Cook Airlines Scandinavia.

## Маршрутна мережа
Діяльністю авіакомпанії є доставка туристів компанії Thomas Cook з великих міст Північної Європи до місць відпочинку. Найбільші хаби авіакомпанії розташовані в Осло, Стокгольмі, Копенгагені, а також у Гельсінкі, звідки перевізник виконує як регулярні, так і сезонні рейси на курорти Іспанії, Греції, Єгипту, Туреччини, Болгарії, Португалії, Мексики, Домінікани і Таїланду.

## Флот

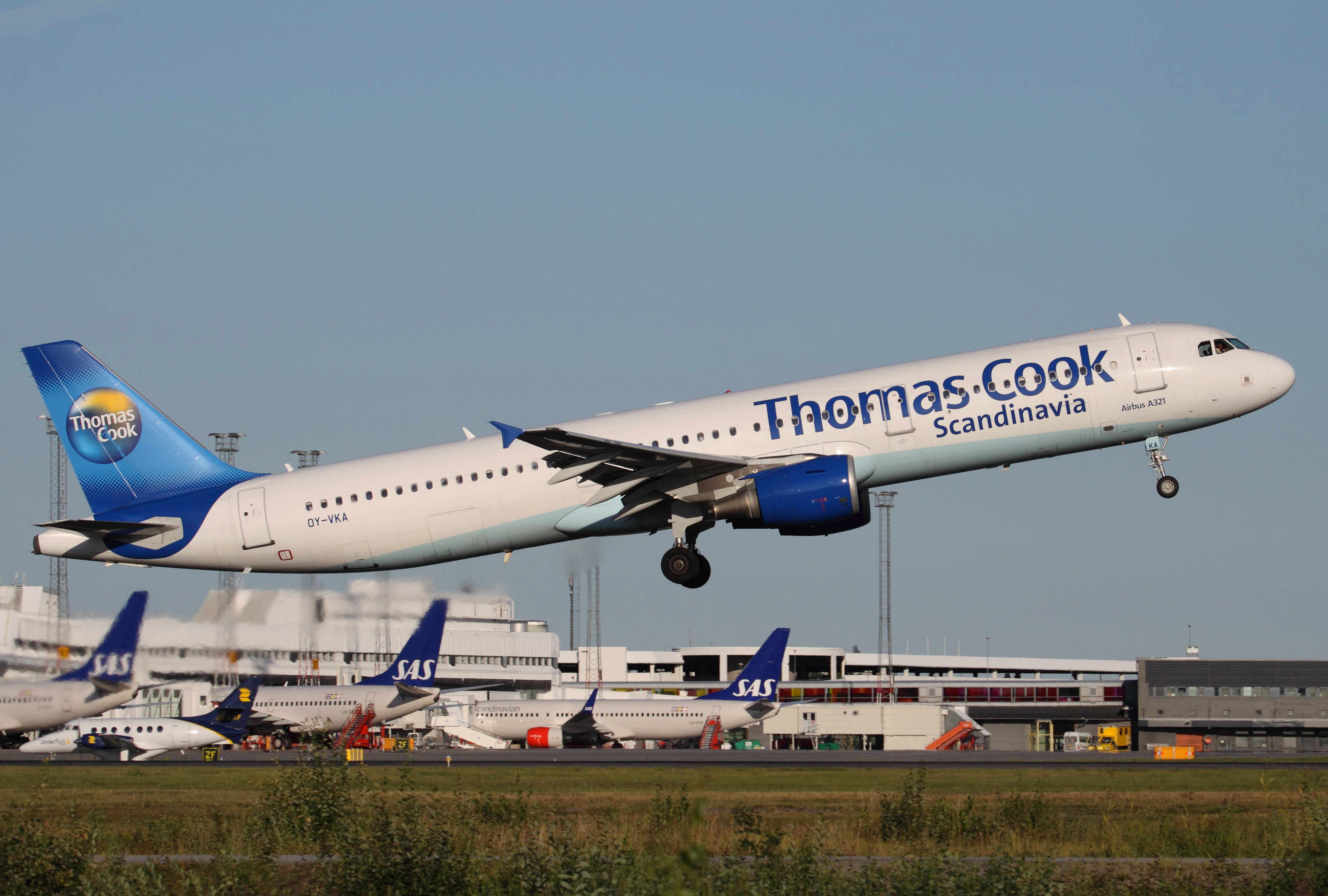
Airbus A321-211 Thomas Cook Airlines Scandinavia в аеропорту Стокгольма

Станом на травень 2014 року флот авіакомпанії складається з таких літаків: